# Entega Geschäftskunden
Die Entega Geschäftskunden GmbH & Co. KG mit Sitz in Darmstadt war eine Vertriebstochter der Entega. Sie wurde als Teil des Entega-Konzerns 2013 in die Entega Plus eingegliedert. Das Unternehmen bietet Geschäftskunden Beratung und Dienstleistungen für das Energiemanagement.

## Geschichte
Die Entega Geschäftskunden GmbH wurde von der HEAG Südhessische Energie AG (HSE, später Entega AG) 2011 als Vertriebstochter neu gegründet. Die vormals unter Entega Vertrieb GmbH & Co. KG betreuten Geschäftskunden gingen in die neu gegründete Entega Geschäftskunden GmbH über. Nach der Gründung übernahm die Entega Geschäftskunden GmbH auch den Energievertrieb an die Industriekunden der citiworks AG, einem Versorger von Groß- und Industriekunden, die 2010 100%ige Tochter der HSE wurde.
Das Unternehmen wurde 2013 mit den anderen Vertriebsgesellschaften Entega Privatkunden und e-ben zusammengelegt. Die Vertriebsgesellschaft nennt sich mit Stand 2019 Entega plus GmbH.

## Produkte und Dienstleistungen
- Energie-Lieferung: CO2-frei erzeugter Ökostrom mit ok-power-Zertifikat oder direkt aus physischer Wasserkraft aus heimischen Anlagen zertifiziert vom TÜV Rheinland; klimaneutrales Erdgas
- Energieeffizienz: Energieeffizienzanalyse, Beleuchtungsmanagement, Energiekonzepte für Gebäudetechnik, Energetische Sanierung, Implementierung von Energiemanagementsystemen (EnMS) nach DIN ISO 50001
- CO2-Ausgleich: CO2-Fußabdruck, CO2-Ausgleich durch CO2-Zertifikate aus Wiederaufforstungsprojekten